# 柴田勝政
柴田 勝政（しばた かつまさ）は、戦国時代から安土桃山時代にかけての武将。佐久間盛次の三男。母は柴田勝家の姉。柴田勝家の養子。越前国勝山城主であり、当時は勝安と名乗っていた。

## 生涯
『寛政重修諸家譜』（以後『寛政譜』）には「勝政」として掲載され、佐久間盛次の三男とある。柴田勝家の甥にあたる。
同じく柴田勝家の甥にあたる柴田義宣（監物）の養子となる（実兄ともされる）。天正3年（1575年）、柴田義宣は勝山一帯（当時は「北袋」と呼ばれた）に入り、七山家一揆平定に着手するが、天正5年（1578年）に大野郡河合（現在の勝山市北谷町河合）で討死した。
勝安（勝政）は一揆勢の籠る谷城（勝山市北谷町谷）を攻略。実兄である佐久間盛政とともに加賀一向一揆の平定に当たり、谷峠を越えて山内衆の根拠である牛首谷（石川県白峰村）を平定する。福井県勝山市栄町の義宣寺は、養父義宣の菩提を弔うために勝安が建立したものという。
天正8年（1580年）、勝安は村岡山城にあった拠点を袋田村に移し、勝山城を築城した。勝安はこの地を「勝山」と改めたともされるが、文献上「勝山」が現れるようになるのは文禄年間（1592年 - 1596年）という。
勝安が北袋を治めた期間は短かったが、天正10年（1582年）2月21日付で畔川（現在の勝山市立川町）など3か村の百姓中宛に出した文書（「畔川文書」のひとつ「勝安書状」）が残されており、これらの村を直轄地とし、村を立てる際に用水を引いたために夫役を免除する内容である。
天正11年（1583年）の賤ヶ岳の戦いで討死。27歳没。菩提寺は義宣寺。
天正10年に夫役が免除された（この夫役免除はのちの領主にも受け継がれた）勝山市畔川地区では、勝政に恩義を感じたためか、地域の寺院（畔川道場）に勝政の位牌を安置し、その法要を営んできた。

### 生存説
四国に落ち延びたとの伝承がある。徳島県つるぎ町貞光の江ノ脇薬師には柴田勝政の墓（当地では勝政は勝家の「嗣子」とされている）と言い伝えられる五輪塔がある。『貞光町史』によれば、賤ケ岳の合戦から落ち延びた勝政は柴野忠三郎と名を変えて貞光に暮らし、寛永18年（1641年）3月21日に没したといい、子孫は本家が柴野、分家は柴田を名乗ったという。

## 子孫
長男の柴田勝重は外祖父の日根野氏に養育されたとされ、のちに徳川家に仕えて2520石の知行を得た。以後、旗本柴田家は幕末まで続いた。天明5年（1785年）に柴田勝房は勝家・勝政・勝重の事績を記した文書を春清寺（勝重の葬地。現在の東京都三鷹市新川）に納めているが、ここでは勝政が勝家の実子であるという認識を記している。